# Cyrtopogon dasylloides
Cyrtopogon dasylloides là một loài ruồi trong họ Asilidae. Cyrtopogon dasylloides được Williston miêu tả năm 1883. Loài này phân bố ở vùng Tân Bắc giới.